# Marije Fullaondo
Marije Fullaondo La Cruz (Guecho, Vizcaya, 2 de diciembre de 1964) es una militante de la izquierda abertzale, política, docente e investigadora española. En las elecciones al Congreso de los Diputados de 2023 fue la segunda candidata de la lista vizcaína de Euskal Herria Bildu, tras Oskar Matute, y obtuvo un escaño por Vizcaya en el Congreso.

## Biografía
El 13 de junio de 2004 fue líder de Herritarren Zerrenda para las elecciones al Parlamento Europeo, pero los tribunales españoles invalidaron la lista.  
Posteriormente apareció varias veces en relación con la Unión y es su portavoz desde 2006. Además, tras el encarcelamiento de Arnaldo Otegi y Joseba Permach, y ha realizado este trabajo junto con Pernando Barrena. 
Fue una de las tres personas que intentaron legalizar el partido Abertzale Sozialisten Batasuna impulsado desde la Izquierda Nacionalista para las elecciones municipales de 2007. Según el juez de la Audiencia Nacional española, Baltasar Garzón, ayudó a la relación entre Batasuna, Acción Nacionalista Vasca y ETA.      
El 23 de febrero de 2013 fue elegida miembro de la dirección del partido nacionalista Sortu, como jefa del Área de Lucha de Masas. 
En las elecciones al Congreso de los Diputados del 23 de julio de 2023 fue la segunda candidata de la lista vizcaína de Euskal Herria Bildu, tras Oskar Matute  y obtuvo un escaño por Vizcaya.

## Publicaciones
- Religión en la escuela. ¿Cómo, por qué, para qué? (2005) Informativos, 55-56, (14-17)